# Marco Aurelio Cota
Marco Aurelio Cota  fue un magistrado romano, hermano de Cayo Aurelio Cota y de Lucio Aurelio Cota.

## Ficha de persona
Fue cónsul en el año 74 a. C. con Lucio Licinio Lúculo. Durante la guerra contra Mitrídates VI, a Cota se le confió la provincia de Bitinia y la flota de la Propóntide. Cuando Mitrídates atacó Bitinia, Cota se retiró a Calcedonia, puerto en el que se encontraba la flota romana. Cota fue derrotado en la batalla que se desarrolló en los alrededores de la ciudad por las tropas de Mitrídates y se tuvo que refugiar tras los muros de Calcedonia. Las sesenta y cuatro naves de la flota romana fueron destruidas. Mitridates dirigió entonces su atención hacia otros lugares y así Cota pudo permanecer en Calcedonia.
Durante la campaña Cota destituyó al cuestor Publio Opio, del que sospechaba que urdía un complot contra él, sobornado por el rey del Ponto. Ya en Roma, Opio fue defendido de la acusación por Cicerón. El mismo Cota, por su parte, fue acusado por Cayo Papirio Carbón de haber cometido extorsión al frente de la provincia de Bitinia, cargo por el que fue condenado. El hijo de Cota, también llamado Marco Aurelio Cota, acusó posteriormente, en venganza, al propio Carbón, también por extorsión.